# Нижний Одес
Ни́жний О́дес (коми Улыс Одес) — посёлок городского типа в Республике Коми, входит в состав муниципального района Сосногорск, центр городского поселения Нижний Одес, которому административно подчинены посёлки Конашъёль и Нефтепечорск.
Население — 7268 чел. (2024).

## История
Возник в начале 1960-х годов в связи с разработкой Западно-Тэбукского нефтяного месторождения. Расположен в центральной части Сосногорского района в верховьях реки Нижний Одес (правый приток реки Ижмы), в 437 км от города Сыктывкара. 24 мая 1964 года Президиум Верховного Совета Коми АССР подписал Указ «об образовании Нижнеодесского поселкового совета», дату подписания которого можно с уверенностью считать годом основания посёлка, хотя в то время в Нижнем Одесе уже проживало 2390 человек. Численность населения (на 1 января 2006 года): 11 760 чел. (в 2008 году — 11 319), в том числе в посёлке Конашъёль — 182.

## Современное состояние
Градообразующее предприятие посёлка Нефтегазодобывающее управление (НГДУ) «ОАО Тэбукнефть» (в 2003 году полностью приобретено ОАО «ЛУКОЙЛ»). В черте посёлка находится комплексный цех добычи нефти и газа (КЦДНГ-1), Нижнеодесский филиал УТТУ (транспортное предприятие), СТО «Транссервис», магазины автозапчастей «АвтоМир» и «Сектор Газа», предприятие по производству хлебобулочных изделий ИП «Помалейко А.И», две средних общеобразовательных школы, три детских дошкольных учреждения, центр дополнительного образования детей, несколько спортивных секций (лыжи, волейбол, мини-футбол), школа искусств, дом культуры, детская и взрослая библиотеки, больница, отделение связи, общественная баня и прачечная, филиал «Сбербанка», отделение почтовой связи, стадион, храм преподобного Сергия Радонежского.

## Население
| 1970  | 1979    | 1989    | 2002    | 2009    | 2010  | 2012  |
| ----- | ------- | ------- | ------- | ------- | ----- | ----- |
| 7017  | ↗10 510 | ↗12 594 | ↘11 745 | ↘11 112 | ↘9680 | ↘9498 |
| 2013  | 2014    | 2015    | 2016    | 2017    | 2018  | 2019  |
| ↘9365 | ↘9296   | ↘9264   | ↘9203   | ↘9163   | ↘9075 | ↘9033 |
| 2020  | 2021    | 2024    |         |         |       |       |
| ↘8998 | ↘7348   | ↘7268   |         |         |       |       |